# Tonight (bài hát của Westlife)
"Tonight" là một đĩa đơn được phát hành bởi ban nhạc Ireland Westlife từ album tuyển tập của họ Unbreakable - The Greatest Hits Vol. 1. Đĩa đơn được phát hành dưới dạng chung mặt A gồm hai bài hát "Tonight" và "Miss You Nights". "Tonight", ca khúc nguyên gốc, được viết bởi Steve Mac, Wayne Hector và Jorgen Elofsson.

## Danh sách track
CD1
1. "Tonight" (Single Remix) - 4:43
2. "Miss You Nights" (Single Remix) - 3:09
3. "Where We Belong" - 3:35
4. "Tonight" (Video) - 4:43

CD2
1. "Tonight" (Single Remix) - 4:43
2. "Tonight" (12" Metro Mix) - 8:12
3. "Miss You Nights" (Video) - 3:09

CD Úc
1. "Tonight" (Single Remix) - 4:43
2. "Tonight" (7" Metro Mix) - 4:11
3. "Where We Belong" - 3:35
4. "Tonight" (Video) - 4:43

## Xếp hạng
| Bảng xếp hạng              | Vị trí cao nhất |
| -------------------------- | --------------- |
| Australian Singles Chart   | 65              |
| Austrian Singles Chart     | 58              |
| Bỉ (Ultratip Flanders)     | 4               |
| Danish Airplay Chart       | 12              |
| Danish Singles Chart       | 10              |
| Europe (Eurochart Hot 100) | 14              |
| German Singles Chart       | 47              |
| Irish Singles Chart        | 1               |
| Netherlands Singles Chart  | 55              |
| Romania                    | 51              |
| Scotland (OCC)             | 3               |
| Swedish Singles Chart      | 33              |
| Anh Quốc (OCC)             | 3               |
| UK Radio Airplay Chart     | 13              |
| World Singles Chart        | 18              |
| World Singles Chart        | 32              |